# Eliminatórias da Copa do Mundo FIFA de 2022 – CONCACAF (segunda fase)
Esta página apresenta os resultados das partidas da segunda fase das eliminatórias da CONCACAF para a Copa do Mundo FIFA de 2022.

## Formato
As equipes classificadas em primeiro dos grupos na primeira fase, disputaram esta fase eliminatória em partidas de ida e volta. Os vencedores avançaram para a terceira fase.

## Calendário
As partidas estavam marcadas para serem disputadas em março de 2021, mas foram adiadas devido a pandemia de COVID-19.

## Seleções classificadas
| Grupos (Primeira fase) | Vencedores            |
| ---------------------- | --------------------- |
| A                      | El Salvador           |
| B                      | Canadá                |
| C                      | Curaçau               |
| D                      | Panamá                |
| E                      | Haiti                 |
| F                      | São Cristóvão e Neves |

A segunda fase tem as disputas predeterminadas:
- Vencedor Grupo A x Vencedor Grupo F
- Vencedor Grupo B x Vencedor Grupo E
- Vencedor Grupo C x Vencedor Grupo D

## Partidas
As partidas foram disputadas em 12 e 15 de junho de 2021.
| Equipe 1              | Total | Equipe 2    | 1.º jogo | 2.º jogo |
| --------------------- | ----- | ----------- | -------- | -------- |
| São Cristóvão e Neves | 0–6   | El Salvador | 0–4      | 0–2      |
| Haiti                 | 0–4   | Canadá      | 0–1      | 0–3      |
| Panamá                | 2–1   | Curaçau     | 2–1      | 0–0      |

| 12 de junho de 2021 | São Cristóvão e Neves | 0 – 4     | El Salvador                                   | Warner Park Sports Complex, Basseterre |
| 16:00 (UTC−4)       |                       | Relatório | Rugamas 3', 27' · Pérez 20' · Cerén 64' (pen) | Público: 0 Árbitro: JAM Kevin Morrison |

| 15 de junho de 2021 | El Salvador           | 2 – 0     | São Cristóvão e Neves | Estádio Cuscatlán, San Salvador        |
| 19:30 (UTC−6)       | Pérez 24' · Mayen 87' | Relatório |                       | Público: 0 Árbitro: CRC Keylor Herrera |

El Salvador venceu por 6–0 no placar agregado.
| 12 de junho de 2021 | Haiti | 0 – 1     | Canadá    | Stade Sylvio Cator, Porto Príncipe |
| 17:00 (UTC−4)       |       | Relatório | Larin 14' | Público: 0 Árbitro: PAN John Pitti |

| 15 de junho de 2021 | Canadá                                        | 3 – 0     | Haiti | SeatGeek Stadium, Bridgeview (Estados Unidos) |
| 20:05 (UTC−5)       | Duverger 46' (g.c.) · Larin 74' · Hoilett 89' | Relatório |       | Público: 0 Árbitro: USA Rubiel Vazquez        |

Canadá venceu por 4–0 no placar agregado.
| 12 de junho de 2021 | Panamá                      | 2 – 1     | Curaçau   | Estádio Nacional, Cidade do Panamá        |
| 18:15 (UTC−5)       | Quintero 55' · Waterman 77' | Relatório | Janga 87' | Público: 7 000 Árbitro: SLV Jaime Herrera |

| 15 de junho de 2021 | Curaçau | 0 – 0     | Panamá | Estádio Ergilio Hato, Willemstad        |
| 19:00 (UTC−4)       |         | Relatório |        | Público: 2 760 Árbitro: MEX Marco Ortíz |

Panamá venceu por 2–1 no placar agregado.